# Willy Coppens
Willy Coppens (teljes nevén: Willy Omer François Jean Coppens de Houthulst) (Watermaal-Bosvoorde, Belgium, 1892. július 6. – De Panne, Belgium, 1986. december 21.) belga katona,  az első világháború legeredményesebb belga és világszinten 36. legeredményesebb pilótája volt 37 igazolt légi győzelemmel, amelyek túlnyomó részét felderítő léghajók ellen aratta. Katonai szolgálatát a belga légierőnél töltötte, viszont angol repülőgépeken.

## Az első világháborúban
Coppens 1912-ben lépett be a hadseregbe. A gyalogságnál kezdte katonai pályafutását a 2. Gránátos ezredben, később, 1915-ben csatlakozott a légierőhöz. Harminckilenc belga társával saját költségükön beiratkoztak egy polgári repülőiskolába, a Hendonba, Angliában. Miután Franciaországban kiegészítő képzésen is részt vett, kétüléses repülővel kezdte pályafutását 1916-ban. A következő évben már együléses vadászgéppel repült, és hamarosan mestere lett a felderítő léghajók vadászatának (angolul: balloon bustering). Egy-egy ellenséges léghajó lelövése után gyakran végzett akrobatikus mutatványokat repülőgépével. Egyszer egy német léghajó támadta meg, és egy pontos sortüzet zúdított a nyakába. Coppensnek jobb ötlete nem volt, ezért kikapcsolta a motort, hogy gépének légcsavarját megvédje. Addig várt, amíg a gépe le nem vitte a német léghajó tetejét, majd újraindította gépét, és végignézte, ahogy a lángba borult német lezuhan. Mikor szakaszparancsnokká léptették elő, a könnyebb megkülönböztetés érdekében kékre festette gépét.
1918 októberében sorra aratta győzelmeit, míg egy német pilóta október 14-én meg nem sebesítette a lábát. Ez a légiharc Torhout közelében zajlott, Belgiumban. Annak ellenére, hogy a golyó átvágta egy artériáját és erős fájdalmai voltak, sikerült lelőnie az ellenséget, és leszállnia a saját vonalak mögött. Lábát a hiányos orvosi ellátás miatt amputálni kellett. A háborút 37 légi győzelemmel fejezte be. Tehetségét az is jelezte, hogy kevesebb, mint fél éven belül 27 léghajót lőtt le.

## A háború után
1928-ban Coppens lábamputációja ellenére megdöntött egy ejtőernyős ugrási rekordot, amit 1932-ig tartott is. Mintegy 6000 méter magasról ugrott ki a gépből. 1940-ig szolgált mint katonai attasé Franciaországban, Olaszországban és Svájcban. Több könyvet is írt, köztük az emlékiratait, illetve megírta a belga légierő szerepét az első világháborúban. De a repüléssel sem hagyott fel teljesen, és egy olyan implantátumot tervezett, amellyel pótolhatta lábát. Közreműködött a belga légierő továbbfejlesztésében is.